# Orłosęp
Orłosęp, orłosęp brodaty (Gypaetus barbatus) – gatunek dużego ptaka padlinożernego z podrodziny orłosępów (Gypaetinae) w rodzinie jastrzębiowatych (Accipitridae), jedyny przedstawiciel rodzaju Gypaetus.

## Występowanie
Ptak ten występuje w zależności od podgatunku:
- Gypaetus barbatus barbatus – od Maghrebu i Półwyspu Iberyjskiego poprzez południową Europę, Kaukaz i Bliski Wschód (w tym Azję Mniejszą i Egipt) po rosyjski Ałtaj, Mongolię, Chiny, Himalaje i zachodni Pakistan.

W XIX w. co najmniej raz lub dwa razy stwierdzony również w Polsce, przy jej południowej granicy kraju. Do tej pory Komisja Faunistyczna Sekcji Ornitologicznej Polskiego Towarzystwa Zoologicznego potwierdziła trzy stwierdzenia ptaków tego gatunku w Polsce (pojaw naturalny lub wtórnie naturalny), ostatnie w 2017, 2018 i 2024. W 2013 i 2016 odnotowano też pojawy nienaturalne związane z programem reintrodukcji tego ptaka w Alpach i Masywie Centralnym; reintrodukowane ptaki wyposażone są w nadajniki satelitarne.
- Gypaetus barbatus meridionalis – południowo-zachodnia część Półwyspu Arabskiego oraz plamowo wschodnia i południowa Afryka.

## Taksonomia
Gatunek po raz pierwszy zgodnie z zasadami nazewnictwa binominalnego opisał w 1758 szwedzki przyrodnik Karol Linneusz w 10. edycji Systema Naturae, nadając mu nazwę Vultur barbatus. Holotyp według Linneusza, który bazował na tekście „The Bearded Vulture” Edwardsa z 1750 roku, pochodził z Afryki; miejsce typowe ograniczone przez Harterta w 1914 roku do Santa Cruz, blisko Oranu w Algierii.
Wyróżnia się dwa podgatunki: G. b. barbatus i G. b. meridionalis. Proponowane podgatunki hemachalanus (wyższe góry środkowej Azji) i aureus (Europa i zachodnia Azja) zsynonimizowano z podgatunkiem nominatywnym.

### Etymologia
- Gypaetus (Gypaetos, Gypeatos, Gypeatus, Gypetos, Grypaetus): gr. γυπαιετος gupaietos (od zniekształconego ὑπαιετος hupaietos) „orzeł” lub „sęp”, od γυψ gups, γυπος gupos „sęp” (por. ὑπο hupo „podobny”); αετος aetos „orzeł”[32].
- Gyptus: gr. γυψ gups, γυπος gupos „sęp”[33].
- Phene: gr. φηνη phēnē „sęp, orłosęp”[34].
- Harpe: gr. ἁρπη harpē „nieznany, prawdopodobnie mityczny ptak”[35].
- Gupista : gr. γυψ gups, γυπος gupos „sęp”[36].
- barbatus: łac. barbatus „brodaty”, od barba „broda”[37].
- aureus: łac. aureus „złoty”, od aurum „złoto”[38].
- hemachalanus: nowołac. Hemachala „Himachal”, Himalaje, od sanskryckiego hima „śnieg”; acala „góra”[39].
- meridionalis: łac. meridionalis „południowy”, od meridies „południe”[40].
- altaicus: Ałtaj (ang. Altai Mountains), Azja Środkowa, na granicy Kazachstanu, zachodniej Mongolii i północno-zachodnich Chin[41].

## Morfologia
WyglądSamice większe od samców, lecz obie płci ubarwione jednakowo. Dorosłe osobniki mają woskówkę porośniętą czarnymi piórami, tworzącymi bródkę. Ciemne są również pióra na boku głowy w okolicy oka. Grzbiet i ogon czarnobrązowy z jasnymi kreskami. Reszta ciała biała, pokryta rdzawym nalotem, jedynie na piersi czarny znak przypominający literę „V”. Rdzawe zabarwienie wywołane jest wydzieliną z gruczołu kuprowego, zatem natężenie nalotu jest zmienne. Podgatunek G. b. meridionalis różni się od G. b. barbatus nagim skokiem, brakiem czarnych piór wokół oka i czarnego znaku na piersi. Osobniki młodociane całe czarnobrązowe.
Wymiary średnieDługość ciała 94–125 cm, masa ciała 4500–7100 g, rozpiętość skrzydeł 231–283 cm.

## Ekologia

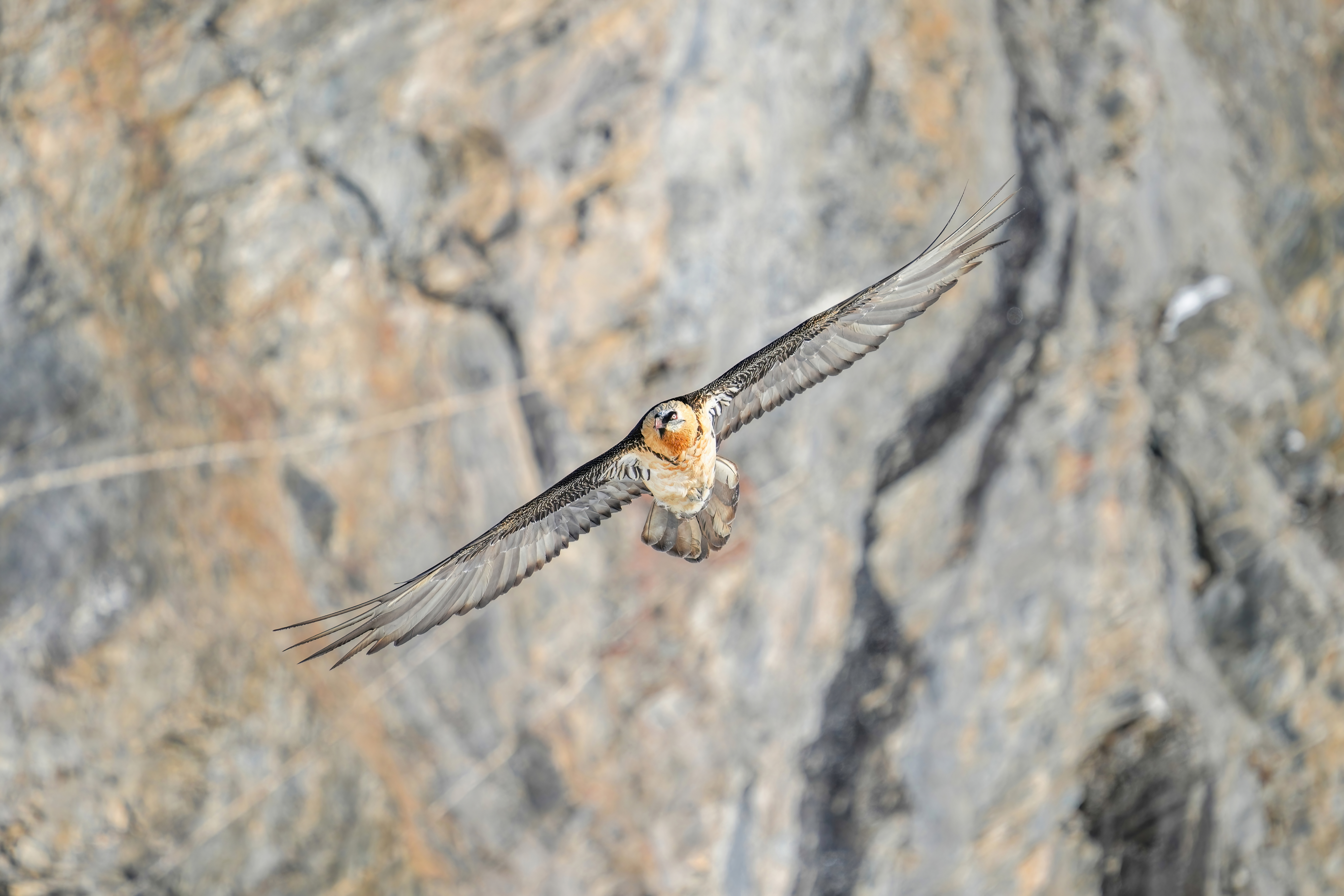
Dziki orłosęp na przełęczy Gemmi, Leukerbad.

BiotopGóry powyżej górnej granicy lasu.
GniazdoW niedostępnym miejscu na skalnej półce lub w jaskini. Może mieć do 2 m średnicy i 1 m wysokości. Zbudowane z gałęzi, wysłane wełną i pierzem.
JajaW ciągu roku wyprowadza jeden lęg, składając w grudniu–lutym (półkula północna) lub maju–lipcu (półkula południowa) 1–2 jaja (jednak przeżywa tylko jedno pisklę).
Wysiadywanie i dorastanieJaja wysiadywane są przez okres około 55–60 dni przez obydwoje rodziców. Pisklęta opuszczają gniazdo po 106–130 dniach. Dojrzałość płciową osiągają w wieku 7 lat; w niewoli dożywają 40 lat.
PożywienieGłównie padlina dużych ssaków. Kości zrzuca na skały, starając się je rozbić, podobnie robi z żółwiami. Niekiedy stara się strącić duże zwierzęta w przepaść.

## Status i ochrona
W Czerwonej księdze gatunków zagrożonych Międzynarodowej Unii Ochrony Przyrody od 2014 roku jest zaliczany do kategorii NT (bliski zagrożenia); wcześniej klasyfikowany był jako gatunek najmniejszej troski (LC). Liczebność światowej populacji szacuje się na 1675–6700 dorosłych osobników. Globalny trend liczebności uznawany jest za spadkowy.
W Polsce podlega ścisłej ochronie gatunkowej.
Międzynarodowy program hodowli i reintrodukcji tego zagrożonego gatunku prowadzi organizacja Vulture Conservation Fundation.

## Galeria zdjęć

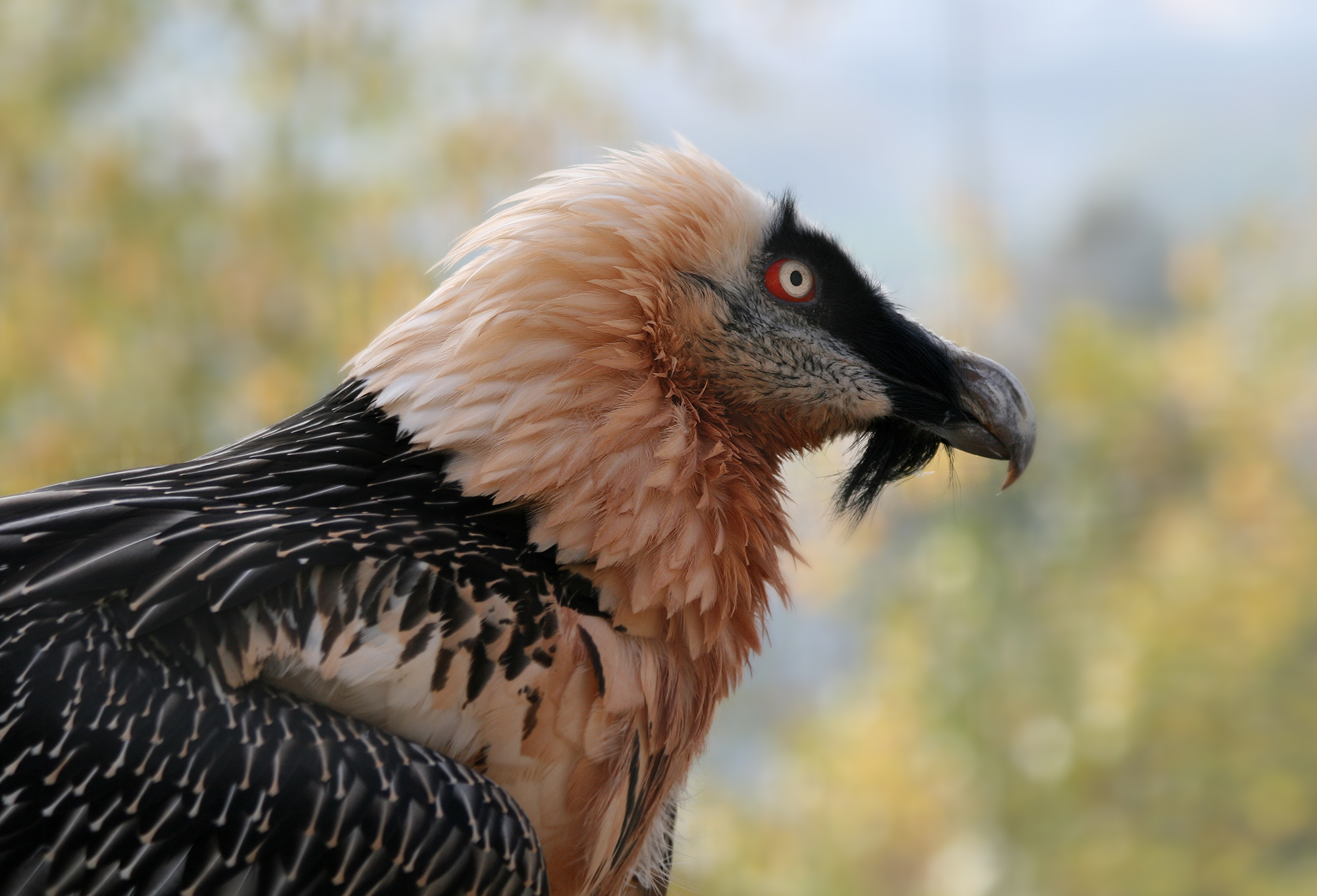
Głowa orłosępa
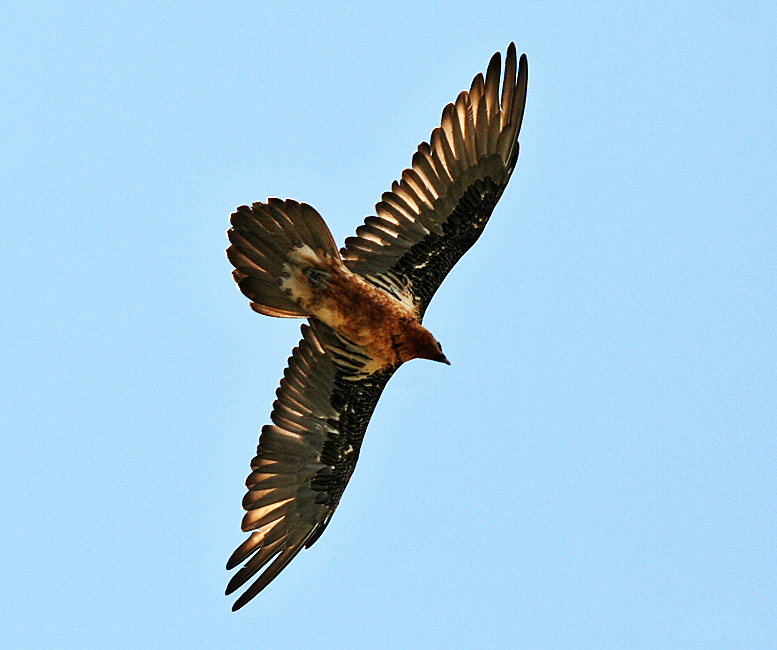
W locie
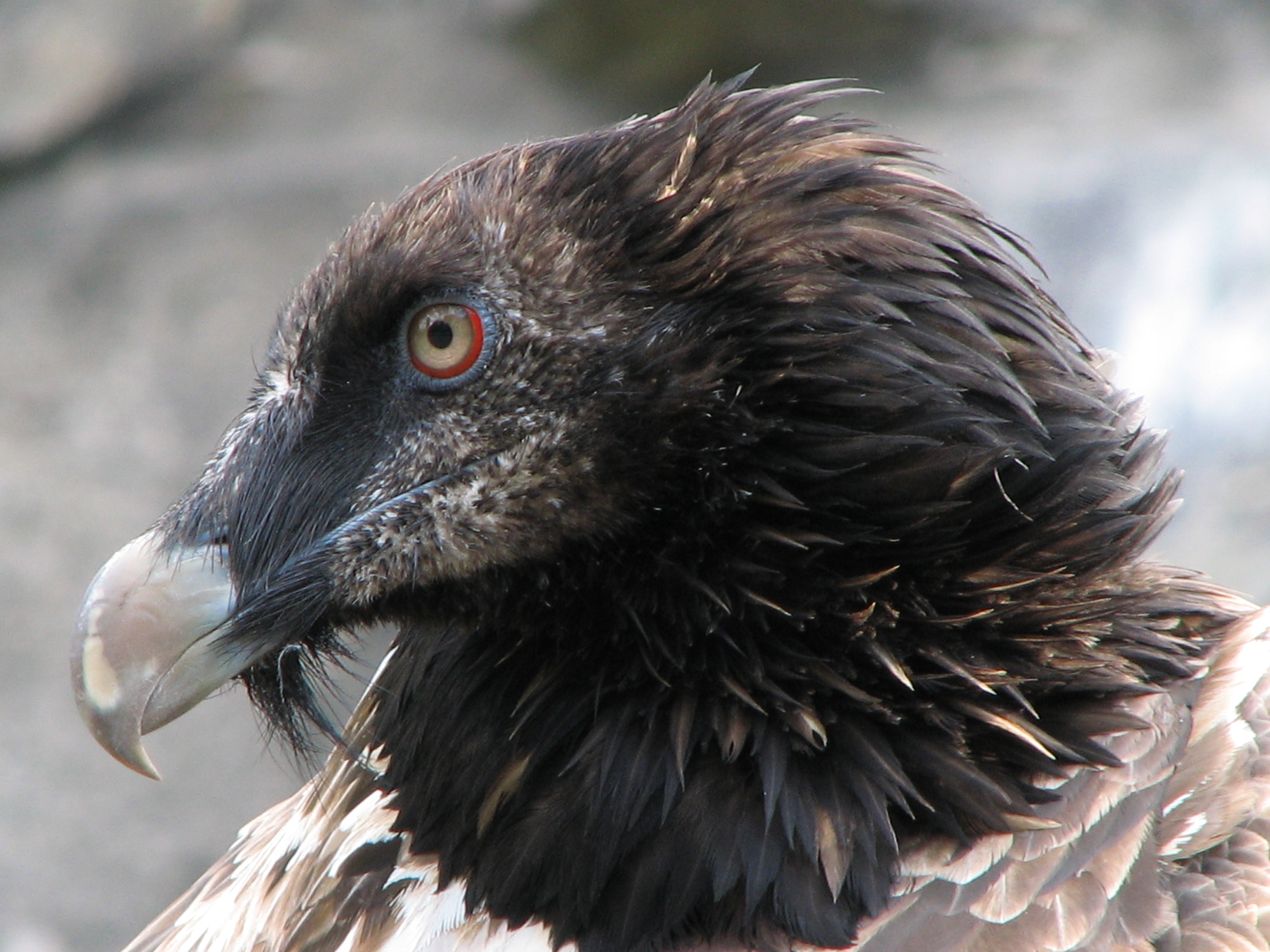
Młody orłosęp
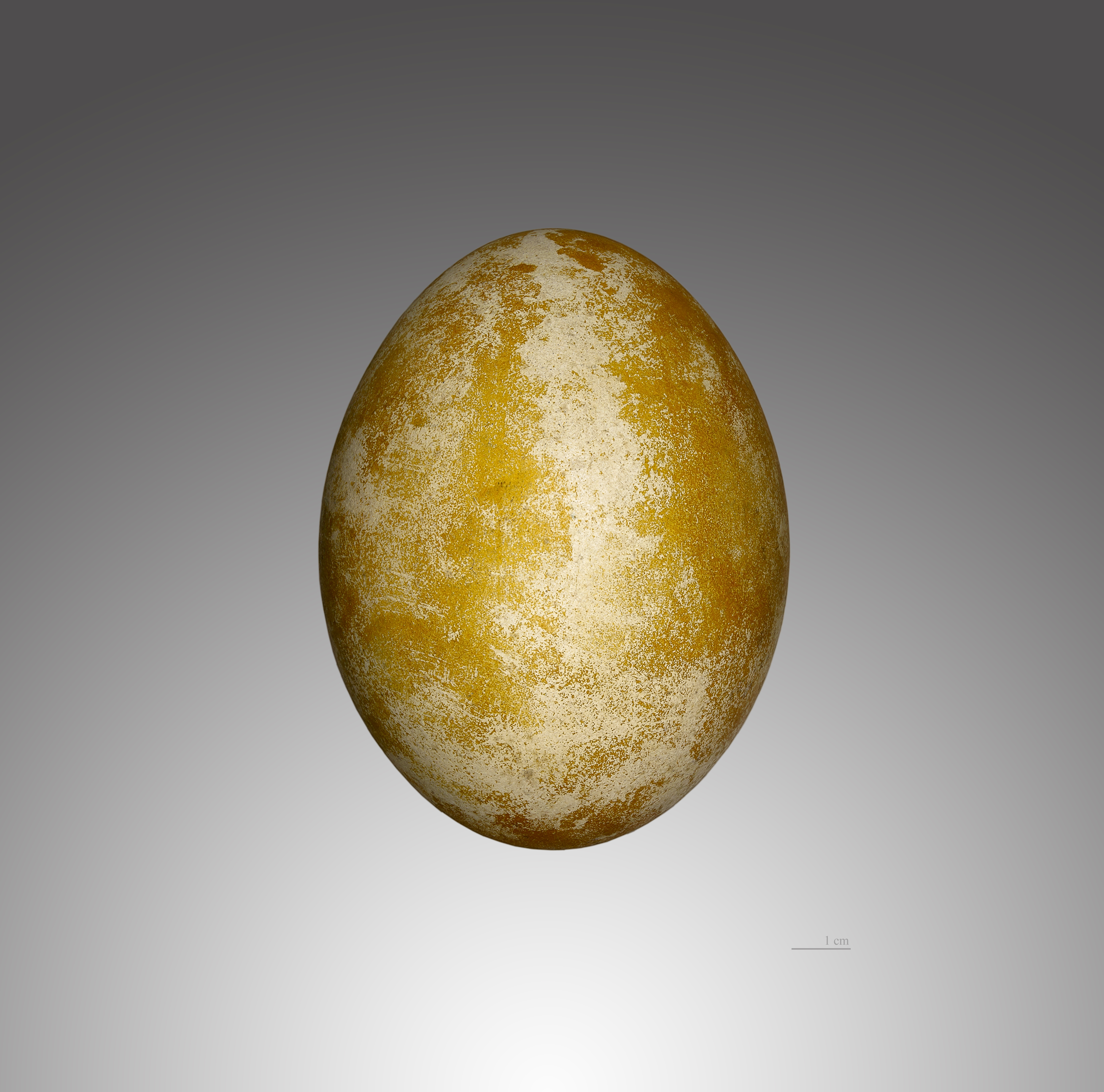
Jajo Gypaetus barbatus aureus
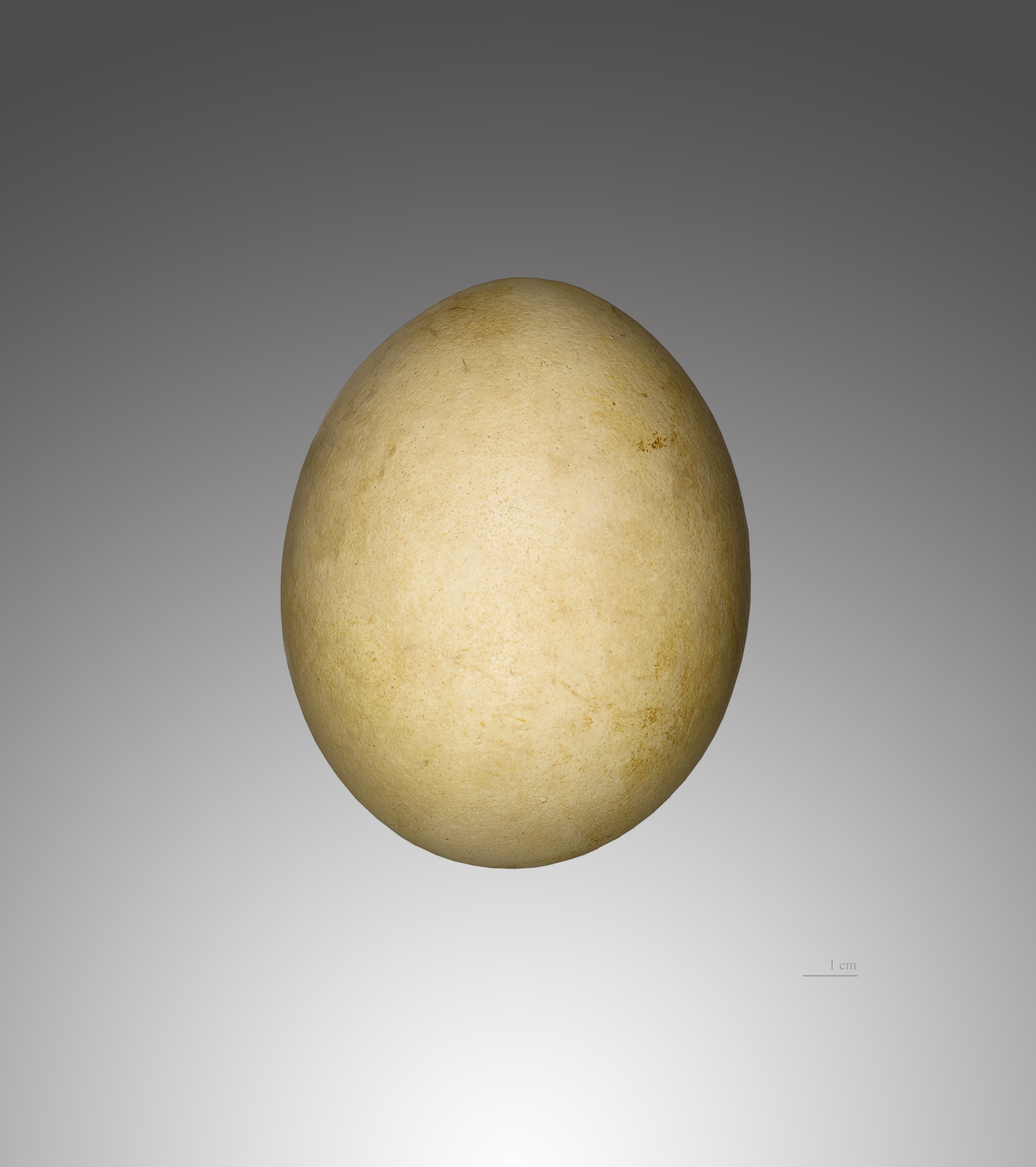
Jajo Gypaetus barbatus hemachalanus
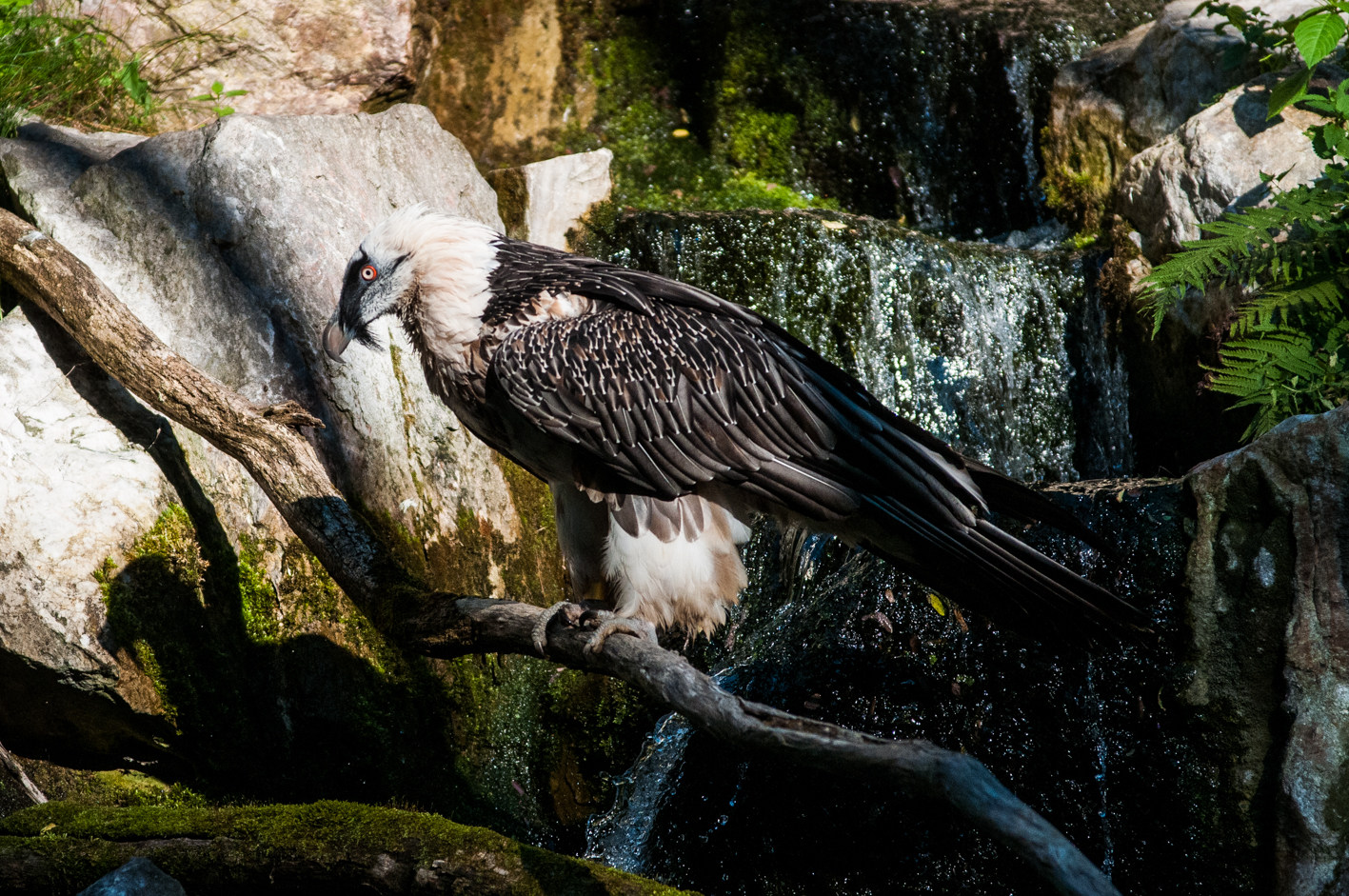
Orłosęp podczas polowania